# Mesaulus grandis
Mesaulus grandis är en plattmaskart. Mesaulus grandis ingår i släktet Mesaulus och familjen Psilostomatidae. Inga underarter finns listade i Catalogue of Life.